# Boiga jaspidea
Boiga jaspidea je had z rodu bojg (Boiga), který nemá české pojmenování (pravděpodobně by se však užíval název užovka jaspisová). Anglické jméno je jasper cat snake, což se dá přeložit jako jaspisový kočičí had. Jedná se o malý štíhlý druh z čeledi užovkovitých (Colubridae) s neobvyklým typem článkování, které je patrné i na dorsální (zádové) straně těla, což u hadů není příliš běžné.

## Popis
Tělo tohoto hada má v základu načervenalou až čokoládově hnědou barvu. Na bocích jsou černé proužky. Na zádech jsou v hojné míře černé a bílé skvrnky, na břišní straně jsou žluté. Oči jsou velké, nejspíše největší v porovnání s velikostí těla mezi bojgami. Boiga jaspidea dorůstá délky 1,5 metru (přibližně 5 stop).

## Rozšíření
Boiga jaspidea obývá pralesy Indonésie, Bornea, Malajsie a Thajska.

## Způsob života
O chování těchto hadů se ví poměrně málo, protože žijí v těžko přístupných oblastech. Boiga jaspidea obývá koruny stromů v deštných a tropických pralesích, vzácněji ji lze zastihnout v keřích, v oblastech s menší nadmořskou výškou, zpravidla však v blízkosti vody. Klade až tři vejce do hnízd termitů. Při pocitu ohrožení zaujímá typickou pozici podobnou tvaru písmene „S“, podobně jako kobry.
Potravu těchto hadů tvoří převážně gekoni, malí hadi, drobní savci a ptáci.

## Ohrožení
Podle Červéného seznamu IUNC se jedná o málo dotčený taxon. Vyskytuje se v řadě chráněných oblastí.